# Dasypeltis inornata
Dasypeltis inornata är en ormart som beskrevs av Smith 1849. Dasypeltis inornata ingår i släktet Dasypeltis och familjen snokar. Inga underarter finns listade i Catalogue of Life.
Arten förekommer i östra Sydafrika samt i Swaziland. Honor lägger ägg.